# Municipio de Lorraine
El municipio de Lorraine (en inglés: Lorraine Township) es un municipio ubicado en el condado de Dickey en el estado estadounidense de Dakota del Norte. En el año 2010 tenía una población de 35 habitantes y una densidad poblacional de 0,38 personas por km².

## Geografía
El municipio de Lorraine se encuentra ubicado en las coordenadas 45°59′11″N 98°49′28″O / 45.98639, -98.82444. Según la Oficina del Censo de los Estados Unidos, el municipio tiene una superficie total de 92.3 km², de la cual 92,23 km² corresponden a tierra firme y (0,08 %) 0,07 km² es agua.

## Demografía
Según el censo de 2010, había 35 personas residiendo en el municipio de Lorraine. La densidad de población era de 0,38 hab./km². De los 35 habitantes, el municipio de Lorraine estaba compuesto por el 100 % blancos. Del total de la población el 0 % eran hispanos o latinos de cualquier raza.